# Atrator global
Em matemática, e mais especificamente na teoria dos sistemas dinâmicos, dizemos que um conjunto não-vazio {\displaystyle A\subset \mathbb {R} ^{n}(n\geq 1)} é um atrator global para o sistema dinâmico discreto gerado por um homeomorfismo {\displaystyle f:\mathbb {R} ^{n}\rightarrow \mathbb {R} ^{n}} caso:
- Exista uma vizinhança {\displaystyle V} de {\displaystyle A} tal que {\displaystyle f({\overline {V}})\subset V} e {\displaystyle \bigcap _{k\geq 1}f^{k}(V)=A}, e
- {\displaystyle \omega (p)\in A}, para todo {\displaystyle p\in \mathbb {R} ^{n}}.

De forma análoga, se define um atrator global para um fluxo sobre {\displaystyle \mathbb {R} ^{n}}.

## A conjectura discreta de Markus-Yamabe
A conjectura discreta de Markus-Yamabe afirma que se para todo {\displaystyle p\in \mathbb {R} ^{n}}, tivermos que todos os autovalores do jacobiano de uma aplicação diferenciável {\displaystyle f:\mathbb {R} ^{n}\rightarrow \mathbb {R} ^{n}} estão contidos em {\displaystyle \{z\in \mathbb {C} \mid ||z||<1\}},   então o sistema dinâmico discreto gerado por {\displaystyle f} tem {\displaystyle \{0\}} como atrator global, supondo que {\displaystyle \{0\}} é ponto fixo de {\displaystyle f}. Em 1995, Szlenk encontrou um contra-exemplo para esta conjectura em todas as dimensões maiores que um. O exemplo de Szlenk consiste de um difeomorfismo cujas entradas possuem coeficientes racionais, isto é; quocientes de polinômios. Infelizmente, Szlenk faleceu antes de publicar o seu contra-exemplo, o que finalmente aconteceu em 1997, graças a um artigo de A. Cima, A. van den Essen, A. Gasull, E. Hubbers e F. Mañosas.